# 黒玉

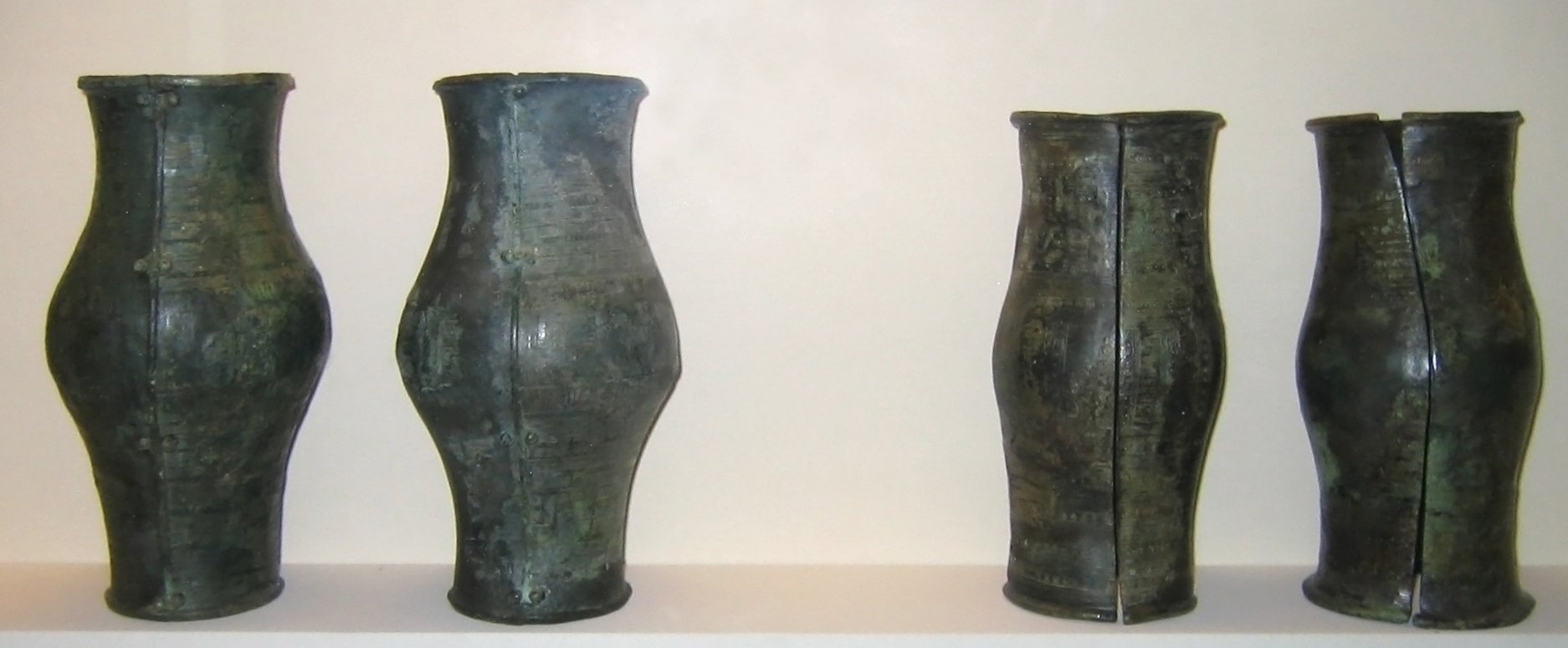
ハルシュタット文化の墓から出土した黒玉。

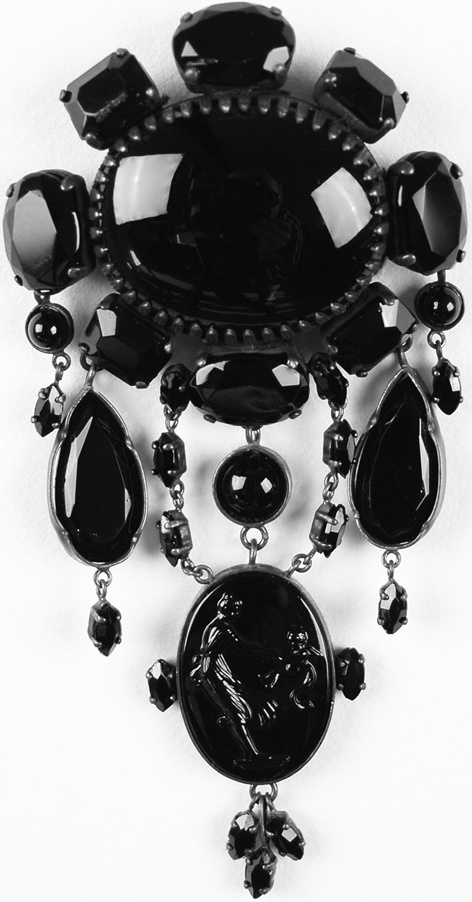
19世紀の黒玉製服喪用ブローチ。

黒玉（こくぎょく）、その英語名であるジェット（jet）は褐炭の一種であり、含有する樹脂成分により独特の柔らかい光沢を持ち宝石（半貴石）として扱われる。樹木が水中で長い年月を経て化石化した準鉱物である。英名はフランス語の「jaiet」（現代フランス語「jais」）が由来。
色は黒から暗褐色で、非常に軟らかく（モース硬度 2.5～4.0）、軽い（比重 1.30～1.34）。乾燥した布で擦るとエボナイトや琥珀のように静電気を発生することがある。赤熱させた針を指すとで触れると、琥珀と同じく臭いを発することがある。
柔らかいので加工しやすいが反面、割れやすく、乾燥するとヒビ割れができることがある。また、火により燃焼する可能性があり、保管には注意を要する。
新石器時代からネックレスのビーズなど装飾品に使われている。イギリスのヴィクトリア女王が、夫であったアルバート公の喪に服した折、服喪用ジュエリーとして用いたことで名高い。女王が自身と謁見する女性に対し、黒玉を身につけることを奨励したため、イギリス貴族女性の間で大流行した。
安価な装飾品には代用品として、質感や比重が近いエボナイトや他のプラスチックが使われることがある。
英語で「漆黒」を表す“jet-black”は黒玉が由来である。